# Batalla del cap Passaro
La batalla del cap Passaro (o Passero) va ser un enfrontament naval entre Espanya, representada pels almiralls Antonio Gaztañeta i Fernando Chacón, i Gran Bretanya, representada per l'almirall Sir George Byng. L'incident va ocórrer l'11 d'agost de 1718 a prop del Cap Passero, en el marc de les hostilitats directament relacionades amb la Guerra de la Quàdruple Aliança. Atacant l'esquadra anglesa a l'espanyola sense prèvia declaració de guerra entre els dos països.

## Precedents
La tensió diplomàtica entre Espanya i la Gran Bretanya no podia ser més gran. El 2 d'agost de 1718 es va signar la Quàdruple Aliança, un tractat que unia al Regne de la Gran Bretanya, França, Províncies Unides i el Sacre Imperi Romanogermànic contra Espanya, per la invasió duta a terme per Felip V de Còrsega i Sardenya. Així, una de les primeres operacions de resposta va ser el desplegament de la marina britànica al voltant de Messina, amb la idea d'assetjar per arrabassar als espanyols.

## Desenvolupament
La flota espanyola constava de 23 naus de guerra -entre les quals hi havia galeres, vaixells de guerra i canoneras, entre altres- i algunes més amb provisions. No obstant això, no navegaven en bloc sinó de manera dispersa, i en un primer moment no van considerar als britànics com una amenaça, de manera que no es van preocupar per les seves intencions.
Així, l'armada britànica va partir en dos a la flota espanyola. Una part, integrada per les naus de menor calat, que va anar a la costa, i les de major potència, que es van enfrontar als vaixells britànics. Aquests no van tenir problema a derrotar els navilis espanyols, ja que en línies generals es trobaven en molt mal estat, i bona part d'ells van ser enfonsats o capturats.

## Conseqüències
Uns mesos més tard, el 17 de desembre de 1718, els altres tres països de la Quàdruple Aliança declaraven la guerra a Espanya, començant formalment la guerra. El conflicte no es va perllongar més de dos anys, i després d'ell, a més de les quantioses baixes personals i materials, hi va haver algunes modificacions de tipus territorial. A conseqüència del Tractat de la Haia, Espanya assegurava renunciar a les seves pretensions territorials a Itàlia, les quals eren bona part dels motius que havien originat el conflicte. Hi va haver algunes conseqüències territorials més, però de menor importància.

## Navilis participants

### Flota espanyola al comandament del vicealmirallAntonio Gaztañeta
- Reial Sant Felip (El Reial) , 74 canons: capturat pel  HMS Superbe  i el  HMS Kent , va explotar en arribar a Maó.
- Príncep d'Astúries , 70 canons (contraalmirall Fernando Chacón): capturat durant la batalla pel  HMS Breda  i el  HMS Captain .
- Sant Joan Baptista , 60 canons (comandant Francisco Guerrera): fugat a Malta.
- Sant Lluís , 60 canons (Contralmirante Baltasar de Guavara): fugat a Malta.
- Sant Pere , 60 canons (comandant Antonio Arrisago): fugat.
- Sant Carles , 60 canons (comandant Príncep de Chalayan): capturat pel  HMS Kent .
- Reial Mazi (El Reial) , 60 canons (Contralñmirante Marquès de Mari): capturat pel  HMS Canterbury .
- San Fernando , 60 canons (Contralmirante George Cammock): fugat a Malta.
- Santa Isabel (la) / Sant Isabel , 60 canons (comandant Andrea Reggio): capturat pel  HMS Dorsetshire .
- Santa Rosa , 60 canons (comandant Antonio González): capturat pel  HMS Orford .
- Perla d'Espanya , 54 canons (comandant Gabriel Alderete): fugat a Malta.
- Sant Isidre , 46 canons (comandant Manuel Villavicentia): capturat pel  HMS Canterbury .
- Hermione , 44 canons (comandant Rodrigo de Torres).
- Volant , 44 canons (comandant Antonio Escudero): capturat pel  HMS Montagu  i el  HMS Rupert .
- Àguila , 24 canons (comandant Lluc Masnata): capturat pel  HMS Canterbury .
- Esperança  46 canons (comandant Juan María Delfín): incendiat.
- Juno , 36 canons (comandant Pere Modan): capturat pel  HMS Essex .
- Sorpresa , 36 canons (comandant Michael de Sada): capturat pel  HMS Canterbury .
- Galera , 30 canons (comandant Francisco Alverera): fugat.
- Castella , 30 canons (comandant Francisco Leni): fugat.
- Comte de Tolosa , 30 canons (comandant Juan Goccocea): fugat, però capturat finalment a Messina.

Total: 1 navili de 74 canons, 1 de 70 canons, 8 de 60 canons, 4 de 50 canons, 3 de 40 canons, 2 de 30 canons, 3 de 26 canons, 1 de 14 canons, 13 d'altres classes menors.

### Flota anglesa al comandament deSir George Byng
- HMS  Barfleur , 90 canons (Navío insígnia capitanejat per Sir George Byng, 1  er  comandant George Saunders, 2n comandant Richard Lestock).
- HMS Shrewsbury , 80 canons (vicealmirall Charles Cornwall, comandant John Balchen).
- HMS Dorsetshire , 80 canons (contraalmirall George Delavall, comandant John Furze).
- HMS Breda , 70 canons (comandant Barrow Harris).
- HMS Burford , 70 canons (comandant Charles Vanbrugh).
- HMS Captain , 70 canons (comandant Archibald Hamilton).
- HMS Essex , 70 canons (comandant Richard Rowzier).
- HMS Grafton , 70 canons (comandant Nicholas Haddock).
- HMS Kent , 70 canons (comandant Thomas Mathews).
- HMS Lenox , 70 canons (comandant Charles Strickland).
- HMS Orford , 70 canons (comandant Edward Falkingham).
- HMS Royal Oak , 70 canons (comandant Thomas Kempthorne).
- HMS Canterbury , 60 canons (comandant George Walton).
- HMS Dreadnought , 60 canons (comandant William Haddock).
- HMS Dunkirk , 60 canons (comandant Francis Drake).
- HMS Montagu , 60 canons (comandant Thomas Beverley).
- HMS Ripon , 60 canons (comandant Christopher O'Brien).
- HMS Rupert , 60 canons (comandant Arthur Field).
- HMS Superbe , 60 canons (comandant Streynsham Màster).
- HMS Rochester , 50 canons (comandant Joseph Winder).
- HMS Argyle , 50 canons (comandant Conningsby Norbury).
- HMS Charles Galley , 44 canons (comandant Philip Vanbrugh).

Total: Un navili de 90 canons, 2 de 80 canons, 9 de 70 canons, 7 de 60 canons, 2 de 50 canons, 1 de 44 canons. A més, la flota britànica comptava amb 6 vaixells menors.